# Miroslav Dreszer
Miroslav Dreszer (* 28. August 1965 in Tychy, in Polen Mirosław Dreszer) ist ein ehemaliger polnischer Fußballtorhüter.

## Karriere

### Spielerkarriere
Dreszer begann in seiner Heimatstadt Tychy mit dem Fußballspielen und wechselte als 18-Jähriger zu Legia Warszawa. 1984 nahm er mit der polnischen U18-Nationalmannschaft an der Europameisterschaft teil und belegte den dritten Platz. Da er innerhalb von zwei Jahren nur auf zwei Einsätze bei Legia Warszawa kam, wechselte er 1986 zu GKS Katowice. In fünf Jahren in Katowice kam Dreszer auf 57 Einsätze und holte 1991 den polnischen Pokal. Während des Achtelfinales im Europapokal der Pokalsieger 1986/87 gegen den FC Sion zog sich Miroslav Dreszer eine schwere Verletzung zu, in deren Folge ihm die Milz entfernt werden musste. 1992 wechselte er erstmals nach Deutschland und ging zum VfL Osnabrück in die 2. Bundesliga. Dort bestritt er in der Saison 1992/93 36 Spiele und ging anschließend zu Eintracht Trier. Da er sich in Trier nicht durchsetzen konnte, wechselte Dreszer zurück in die höchste polnische Spielklasse zu Zagłębie Lubin. Nach drei Jahren und 87 Einsätzen folgte der nächste Wechsel, diesmal zu Ruch Chorzów. 1998 ging er zum damaligen Regionalligisten 1. FC Magdeburg, für den er in 119 Punktspielen sowie 21 Pokalspielen im Tor stand. Er wurde dort schnell Publikumsliebling und gewann 2001 den Landespokal Sachsen-Anhalts. Deutschlandweit bekannt wurde Dreszer durch das Spiel 1. FC Magdeburg–FC Bayern München im DFB-Pokal 2000/01. Nach mehreren guten Paraden in der regulären Spielzeit hielt er im Elfmeterschießen die Bälle von Jens Jeremies und Giovane Élber und konnte so den Pokalerfolg der Magdeburger perfekt machen. Dem 1. FCM blieb er bis zu seinem Karriereende 2002 treu. Er beendete seine Laufbahn aufgrund eines Kreuzbandrisses, den er sich im Februar 2002 im Training zugezogen hatte. Obwohl er zweimal operiert wurde, verschiedene Rehas machte und mehrerer Comebacks versuchte, musste er erkennen, dass die verheilte Verletzung bei starker Belastung trotzdem Schmerzen verursachte.

### Trainerkarriere
Schon während seiner aktiven Zeit war Dreszer als Jugendtrainer beim SSV Groß Santersleben/Hermsdorf aktiv, wo er die Jugend seines Sohnes trainierte. Nach seiner aktiven Karriere wurde Miroslav Dreszer dann Fußballtrainer. Zunächst war er einige Jahre Trainer beim unterklassigen SSV Groß Santersleben/Hermsdorf sowie nebenbei von 2006 bis 2007 auch Torwarttrainer beim 1. FC Magdeburg. Im Sommer 2007 kehrte er dann in seine Heimat zurück, um bei Polonia Bytom als Torwarttrainer tätig zu sein. Im Sommer 2012 wurde sein Vertrag dann nicht verlängert. Anfang Oktober 2012 wurde er neuer Torwarttrainer beim Erstligisten Podbeskidzie Bielsko-Biała. Er unterschrieb einen Vertrag bis zum Saisonende 2012/13 mit Option auf eine Verlängerung. Im Januar 2013 wurde er durch Jarosław Matusiak ersetzt.

## Sonstiges
Miroslav Dreszer ist verheiratet (Mariola) und hat zwei Söhne (Mateusz, Dominik). Mateusz spielt ebenfalls aktiv Fußball, jedoch auf der Position des Stürmers.